# 川口厚
川口 厚（かわぐち あつし、1951年7月9日 - 2008年9月19日）は、日本の元俳優、演劇プロデューサー。

## 来歴・人物
1951年7月9日、東京都に作家川口松太郎の三男として生まれる。母は三益愛子、兄は川口浩、川口恒、姉は川口晶という芸能一家であった。
1967年、玉川学園中等部を卒業後、渡米してワシントン州シアトルにあるリンカーン・ハイスクールに入学。1970年、帰国して劇団新派に入団し、多数の舞台作品に出演した。
テレビ初出演作品は1971年に放映されたTBSテレビ製作の『親ばか子ばか』であり、母・三益と共演。以後、『シークレット部隊』や『赤い疑惑』など大映テレビ制作の番組、また『アイフル大作戦』や『バーディー大作戦』にもレギュラー出演、またフジテレビの子供番組『みんなあつまれキーパッパ』にもレギュラー出演する。映画にも僅かに出演しており、1975年に公開された森永健次郎監督映画『花の高2トリオ 初恋時代』でアカネ（桜田淳子）の旧友である東南大学ボート部員・岩井五郎を演じ、翌1976年に公開された山根成之監督映画『さらば夏の光よ』で郷ひろみ、秋吉久美子に伍して、冴えない不器用な少年を演じた。
同年、兄の川口浩が経営する川口プロモーションの社員に転向し、1978年3月には芸能プロダクション・テアトル・ド・ポッシュのマネージャーを務めたが、同年6月6日、麻薬取締違反及び大麻取締違反で逮捕され、芸能界を引退。兄の恒、姉の晶も逮捕されたことから「川口一家の麻薬汚染事件」と呼ばれる。引退後は明治座制作部に勤務。後に同座のプロデューサーとなり、2004年まで活動した。
2008年9月19日、脳内出血のため埼玉県所沢市内の病院で死去した。満57歳没。

## 主な出演

### 映画
- 花の高2トリオ 初恋時代（1975年、東宝、製作：ホリ企画制作）※ホリプロダクション・サンミュージック提携作品 - 岩井五郎 役

### テレビ
- みんなあつまれキーパッパ（1972年 - 1974年、フジテレビ） - アッチン（歌のお兄さん）
- シークレット部隊（1972年、TBS / 大映テレビ） - 三吉チェックマン 役
- アイフル大作戦（1973年 - 1974年、TBS） - 原田三平 役
- バーディー大作戦（1974年 - 1975年、TBS） - 原田三平 役
- 夜明けの刑事 第40話「恐怖の連続ピストル魔を追え!」（1975年9月30日、TBS / 大映テレビ） - 浜本明 役
- 赤い疑惑（1975年 - 1976年、TBS / 大映テレビ） - 川村 役